# Спа
Вижте пояснителната страница за други значения на Спа.
Спа (на френски: Spa) е град в Белгия, провинция Лиеж.
Известен е като балнеологичен курорт заради своите лековити минерални извори. Още в далечния 16 век чуждестранни посетители започват да идват на лечение, а няколко века по-късно мястото става предпочитана дестинация на много европейски короновани особи. Впоследствие оттук идва и думата в английския език за балнеоложко лечение – спа, наложила се в днешно време навсякъде.
В неговите околности се намира и едноименната писта за „Формула 1“. Население 10 378 жители към 2018 г.